# Isla Redonda (Antigua y Barbuda)
Redonda es una pequeña isla o islote deshabitado en las islas de Barlovento y que forma parte, como dependencia, de Antigua y Barbuda, teniendo poco más de 1,6 km².

## Historia

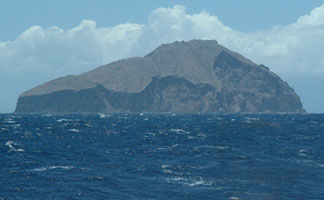
Redonda.

En su segundo viaje al Nuevo Mundo, Cristóbal Colón descubrió la isla y la bautizó como Santa María la Redonda. De acuerdo con lo escrito por su hijo Hernando Colón en su Vida del Almirante los indígenas la llamaban Ocamaniro. Sin embargo, como la isla era un peñón de poco más de un kilómetro cuadrado, no representaba ningún interés para las potencias involucradas en la colonización de América y, por siglos fue refugio de corsarios.
El interés por la isla comenzó a finales del siglo XIX cuando el Reino Unido la anexionó a sus posesiones en 1872 —temiendo que los estadounidenses lo hicieran primero— en busca de explotar el fosfato de alúmina que abunda en la isla y que es producido por guano de alcatraces.  
Sin embargo, la isla había sido reclamada por el banquero irlandés afincado en la isla vecina de Montserrat, Matthew Dowdy Shiell en 1865 para celebrar el nacimiento de su primer hijo varón, Matthew Phipps Shiell, a quien coronó como rey de Redonda en 1880 en una ceremonia presidida por el obispo de Antigua. Durante años los Shiell objetaron la posesión de la isla ante la Oficina Colonial Británica sin éxito, aunque se les permitió seguir usando el título real. 
Redonda estuvo habitada tras formar parte del Imperio británico debido a la explotación de los depósitos de fosfato, cuya extracción anual rondaba las 7,000 toneladas. En 1901 la población de la isla constaba de más o menos 120 personas, pero fue evacuada durante la Primera Guerra Mundial y ha permanecido deshabitada desde entonces.